# NGC 437
NGC 437 је лентикуларна галаксија у сазвежђу Рибе која се налази на NGC листи објеката дубоког неба.
Деклинација објекта је + 5° 55' 35" а ректасцензија 1h 14m 22,3s. Привидна величина (магнитуда) објекта NGC 437 износи 13,0 а фотографска магнитуда 13,9. NGC 437 је још познат и под ознакама UGC 788, MCG 1-4-5, CGCG 411-9, PGC 4464.